# Mega Philosophy
Mega Philosophy è il quinto album in studio del rapper statunitense Cormega, pubblicato nel 2014.

## Tracce
1. A New Day Begins – 1:42
2. MARS (The Dream Team) (featuring AZ, Redman & Styles P) – 3:13
3. Industry – 4:05
4. More (feat. Chantelle Nandi) – 3:53
5. Reflection – 0:41
6. D.U. (Divine Unity) (feat. Nature) – 3:23
7. Honorable (featuring Raekwon) – 2:19
8. Rap Basquiat – 2:50
9. Rise (feat. Maya Azucena) – 3:39
10. Home (feat. Black Rob) – 2:08
11. Valuable Lessons – 4:12